# Murielle Guilbert
Murielle Guilbert une syndicaliste française. Elle est co-déléguée générale à l'Union syndicale Solidaires depuis octobre 2020.

## Biographie

### Co-déléguée générale de Solidaires
Murielle Guilbert est élue en octobre 2020 co-déléguée générale de l'Union syndicale Solidaires avec pour co-délégué Simon Duteil. À ce titre, elle lutte au sein de l'intersyndicale contre le projet de loi de réforme des retraites en France en 2023. Elle estime qu'avec ce type de combat, « le syndicalisme a retrouvé du sens ». Elle partage les prises de position de l'intersyndicale pour une refonte du système agricole en dénonçant l'exploitation du travail des agriculteurs par les multinationales. Elle se prononce pour une refonte fiscale afin de revaloriser les services publics.
Murielle Guilbert est en 2021 la directrice de publication de la revue Les Utopiques.
En mars 2023, Murielle Guilbert publie dans Libération une tribune Je ne veux plus être la seule femme sur la photo ! où elle déplore la représentation très insuffisante des femmes dans les instances dirigeantes des organisations syndicales. Le titre de cette tribune fait référence à une photo des numéros 1 des huit organisations syndicales prise par l’Agence France Presse à l'occasion de la première déclaration intersyndicale contre la réforme des retraites lue à la Bourse du travail le 10 décembre 2022. 
Fin octobre 2023, Murielle Guilbert est signataire d'une tribune refusant la criminalisation du soutien au peuple palestinien dans le contexte de la guerre d'Israël contre le Hamas déclenchée par l'attaque du Hamas contre Israël du 7 octobre 2023. En novembre 2023, elle fait partie des 300 signataires de la tribune Pour un sursaut des libertés fondamentales parue dans Libération le 23 novembre 2023 qui dénonce les dérives autoritaires et les violences policières. 
Début mai 2024, Murielle Guilbert est reconduite pour un second mandat tandis que Simon Duteil laisse place à Julie Ferrua,. Au sein de l'intersyndicale, elle prend position contre l'extrême droite lors des élections législatives de juin 2024 et signe une tribune collective Le RN défenseur des droits des femmes ? Nous ne sommes pas dupes ! le 6 juin 2024.

### Articles et ouvrages
Simon Duteil et Murielle Guilbert, Nous sommes une partie de la solution, Les Utopiques no 17, été 2021